# Dobje (gmina Gorenja vas-Poljane)
Dobje – wieś w Słowenii, w gminie Gorenja vas-Poljane. W 2018 roku liczyła 110 mieszkańców.